# Episodi di Terapia d'urto (prima stagione)
La prima stagione della serie televisiva Terapia d'urto, composta da dodici episodi, è stata trasmessa in prima visione assoluta negli Stati Uniti d'America dal canale via cavo USA Network dal 29 giugno al 14 settembre 2011.
In Italia la stagione è stata trasmessa in prima visione satellitare da Fox Life dal 23 aprile al 9 luglio 2012, mentre in chiaro è stata trasmessa da Cielo dal 9 gennaio 2013.
| nº | Titolo originale       | Titolo italiano            | Prima TV USA      | Prima TV Italia |
| -- | ---------------------- | -------------------------- | ----------------- | --------------- |
| 1  | Pilot                  | Quando il gioco si fa duro | 29 giugno 2011    | 23 aprile 2012  |
| 2  | Anchor Management      | Risate in diretta          | 6 luglio 2011     | 30 aprile 2012  |
| 3  | Spinning Out           | Perdere il controllo       | 13 luglio 2011    | 7 maggio 2012   |
| 4  | Habit Forming          | Circolo vizioso            | 20 luglio 2011    | 14 maggio 2012  |
| 5  | Poker Face             | La legge del poker         | 27 luglio 2011    | 21 maggio 2012  |
| 6  | Dream On               | Sognare a occhi aperti     | 3 agosto 2011     | 28 maggio 2012  |
| 7  | Whose Team Are You On? | Eccessi e compromessi      | 10 agosto 2011    | 4 giugno 2012   |
| 8  | Losing Your Swing      | Sentimenti in gioco        | 17 agosto 2011    | 11 giugno 2012  |
| 9  | Forget Me Not          | Non ti scordar di me       | 24 agosto 2011    | 18 giugno 2012  |
| 10 | A Wing and a Player    | La mascotte degli Hawks    | 31 agosto 2011    | 25 giugno 2012  |
| 11 | Baggage Claim          | Ritiro bagagli             | 7 settembre 2011  | 2 luglio 2012   |
| 12 | Goal Line              | Linea di meta              | 14 settembre 2011 | 9 luglio 2012   |

## Quando il gioco si fa duro
- Titolo originale: Pilot
- Diretto da: Kevin Dowling
- Scritto da: Liz Kruger e Craig Shapiro

### Trama
Danielle Santino è una psicoterapeuta felicemente sposata che si prende cura dei due figli adolescenti, fino a quando non nota i cuscini fuori posto sul letto della camera degli ospiti, insospettita controlla il cellulare del marito, trovando le foto di numerose altre donne. Dani caccia l'uomo di casa e chiede il divorzio. Sei settimane dopo Jeanette, sua amica da quando avevano sette anni, trascinata Dani in un locale dove conosce Matt, trainer degli Hawks, la squadra locale di football. Dani e Matt passano la notte insieme. Il mattino dopo Matt riceve una telefonata del capo coach che si lamenta delle prestazioni del team, Dani propone per i giocatori una terapia. Scettico Matt convince Dani ad ipnotizzarlo per smettere di fumare. Una settimana dopo Matt, che non ha più fumato una sigaretta, contatta Dani per affidargli il ricevitore della squadra, investimento milionario che non riesce più a ricevere la palla. Oppressa da problemi finanziari Dani accetta di sottoporre Terrence King ad una terapia cognitivo comportamentale. La prima seduta sembra concludersi positivamente, ma il lavoro con T.K. si rivelerà più arduo del previsto sconvolgendo la normale routine di Dani. Il rapporto professionale con gli Hawks porta Dani a interrompere la relazione con Matt. Sul fronte familiare Lindsay, la figlia minore di Dani, non si presenta regolarmente alle lezioni costringendo la donna ad interrogarsi sulle sue capacità genitoriali e su come conciliare i bisogni dei suoi figli con il suo lavoro.

## Risate in diretta
- Titolo originale: Anchor Management
- Diretto da: Ron Underwood
- Scritto da: Jeffrey Lieber e Tracy McMillan

### Trama
Ray, l'ex marito di Dani, contesta il calendario delle visite. Margo Ciccero invita Janette e Dani ad una cena per single. Trent Rogers chiede un appuntamento a Lindsay, ma Dani pretende di conoscerlo prima di concederle il permesso. La cena per single si rivela noiosa, ma chiacchierando con un uomo, padre di una compagna di classe della figlia, Dani scopre che Lindsay gli ha presentato un falso Trent.
T.K. si presenta all'allenamento zoppicando senza spiegare come si è infortunato. Gli esami rivelano una lesione parziale del crociato anteriore che porta Matt ad impedirgli di giocare, Terrence infuriato si presenta da Dani che lo convince ad imparare ad esternare la sua rabbia in maniera non violenta. Travisando il consiglio T.K. twitta: “La mia terapista dice che ho bisogno di comunicare. Vi comunico questo: Hawks vendete il mio $edere”. Per risolvere la situazione Dani convince la squadra a non minacciare T.K. per riportarlo all'ordine, ma a dargli quello che chiede annunciando una imminente cessione.
Griffin Page, un famoso anchorman,  si rivolge a Dani perché durante un collegamento con un corrispondente in zona di guerra è scoppiato a ridere in diretta nazionale.  Parlando con la moglie di Griffin, Dani comprende che il problema non è lo stress derivante dal suo lavoro, ma una depressione post parto.
- Guest star: Nicholas Bishop (Griffin Page)

## Perdere il controllo
- Titolo originale: Spinning Out
- Diretto da: Kevin Dowling
- Scritto da: Liz Kruger e Craig Shapiro

### Trama
Betty Gleason, ispettrice del tribunale incaricata di valutare la situazione per l'affidamento di Ray Jay e Lindsay, si presenta a casa Santino per giudicare la situazione di vita dei ragazzi. Coach Purnell invita Dani al Galà di beneficenza degli Hawks e Jeanette convince l'amica ad andarci insieme. Lindsay, in punizione per aver guidato l'auto di Ray Jay nonostante non abbia la patente, approfitta della situazione invitando alcuni amici a casa, ma si presentano più persone del previsto ed interviene la polizia.
T.K. si presenta nuovamente fuori orario a casa di Dani accompagnato da Rochelle, una spogliarellista. La nuova emergenza si rivela essere Shane Givens il secondo ricevitore, amato da tifosi e compagni di squadra e detestato per questo da Terrence.  La situazione degenera quando T.K. ruba la ragazza di Shane e lui per ripicca si presenta al Galà con Rochelle.
Nico comunica a Dani che Marshall Pittman, magnate dei media, proprietario degli Hawks e di auto da corso,  ha apprezzato il suo lavoro con T.K. ed ha deciso di affidargli anche il recupero di Billy 'The Kid' Rhodes, un suo pilota che soffre di attacchi di panico in seguito ad un incidente in cui è rimasto coinvolto durante una corsa.
- Guest star: Matt Barr (Billy 'The Kid' Rhodes)

## Circolo vizioso
- Titolo originale: ‘'Habit Forming'’
- Diretto da: John Fortenberry
- Scritto da: Ildy Modrovich

### Trama
Dani litiga con Ray per il gruppo di lettura. T.K. continua a presentarsi a casa di Dani senza preavviso trattando Ray Jay come un amico. Infatuato di una compagna di classe, il ragazzo decide di sfruttare la sua conoscenza per entrare all'esclusivo Club Zara e fare colpo, ma la serata non va come sperato, Tara se ne va con un altro e gli rubano la macchina. Per evitare che Dani lo scopra Terrence acquista una macchina identica con la targa personalizzata per Ray Jay. Lindsay appende nel suo armadio la foto di famiglia che Dani ha deciso di togliere dal caminetto.
La mamma di Dani acquista una nuova mustang con i soldi vinti con le scommesse sui cavalli, ma Dani, informata di una fuga di notizie da Nico, la accusa di aver sfruttato il suo lavoro con gli Hawks. Ted Cannivale un vecchio amico di Matt è in città.
Randall 'Booz' Boozler, il nuovo defensive end si presenta in ritardo a partite e allenamenti. Il Coach lo affida a Dani per non doverlo mettere fuori squadra. Durante la terapia Dani scopre che Frankie, il fratello che ha cresciuto Randall, è stato condannato a cinque anni ed è attualmente detenuto in un carcere in Missouri. Nella convinzione di proteggerlo Randall ha sviluppato un disturbo ossessivo compulsivo che lo porta a ripetere dei rituali fino alla perfezione facendolo tardare agli appuntamenti.
- Guest star: Victor Webster (Ted Cannivale)

## La legge del poker
- Titolo originale: Poker Face
- Diretto da: David Grossman
- Scritto da: Steve Kriozere e Mark A. Altman

### Trama
Lindsay scopre che Ray Jay arrotonda la sua paghetta commerciando i cimeli autografati da T.K. e lo ricatta per comperarsi un paio di jeans griffati.
T.K. viene fermato dalla Polizia per eccesso di velocità e viene arrestato perché la sua patente era già stata ritirata per guida in stato di ebbrezza. Laura Radcliffe viene assoldata per minimizzare le cattive azioni di Terrence e migliorare l'immagine della squadra puntando su Bobby Coldwell, il Quarterback.
Jason Cogar, giocatore di poker professionista, assolda Dani per capire come si tradisce durante i tornei di poker e riprendere a vincere.

## Sognare ad occhi aperti
- Titolo originale: Dream On
- Diretto da: Andy Wolk
- Scritto da: Mark Kruger

### Trama
Jeanette convince Dani ad andare alla riunione degli ex alunni del liceo nonostante ci sia anche Ray.
L'auto di T.K. viene danneggiata all'esterno di un locale notturno da una presunta stalker. Indagando Nico scopre che si tratta di una ex amante alla ricerca del DNA di Terrence per provare che è il padre di suo figlio.
Skater professionista, vincitore di cinque medaglie d'oro agli X Game, Tyler Paxton soffre di disturbi del sonno e si rivolge a Dani perché questo influenza le sue performance.

## Eccessi e compromessi
- Titolo originale: Whose Team Are You On?
- Diretto da: Elodie Keene
- Scritto da: Antoinette Stella

### Trama
Leggendo un tema di Ray Jay Dani si convince che i numerosi impegni del suo nuovo lavoro creino al figlio una sensazione di abbandono, così decide di organizzare una cena per la sua squadra di football per festeggiare la nomina a vice capitano 
T.K. litiga con un tifoso alla radio e insulta tutti i tifosi di New York perché nella classifica dei cinquanta atleti più amati di Sports Magazine lui è al numero quarantasette mentre Shane Givens, il secondo ricevitore, al venticinque.
Le WAGS degli Hawks, moglie e fidanzate dei giocatori, si picchiano durante un servizio fotografico causando problemi nello spogliatoio. Nico incarica Dani di scoprire i motivi che hanno portato Leanne e Shannon ad innescare la rissa e risolvere la situazione. Quando Shannon viene arrestata per taccheggio la donna confessa a Dani che è una cleptomane e inizia con lei una terapia.
Per l'ennesima volta Nico corre in aiuto a Juliette Pittman cercando di recuperare un suo video compromettente prima che venga caricato in rete.
- Guest star: Danielle Panabaker (Juliette Pittman)

## Sentimenti in gioco
- Titolo originale: Losing Your Swing
- Diretto da: Gloria Muzio
- Scritto da: Tracy McMillan

### Trama
Dani reincontra J.D. Aldridge, suo professore durante la specializzazione e Janette la convince ad invitarlo a cena. Janette si trasferisce a Barcellona con Augusto, il suo nuovo fidanzato.
Terrence è risentito perché Dani non vuole che interferisca nella sua vita privata per non compromettere la terapia quindi chiude con le sedute e assume Lazarus Rollins, un Life Coach.
Cash Carson, giocatore di golf, è affetto dalla perdita di abilità motoria non motivata, una sindrome che colpisce molti golfisti, e si rivolge a Dani per riprendere il controllo del suo corpo e della sua carriera.

## Non ti scordar di me
- Titolo originale: Forget Me Not
- Diretto da: Kevin Hooks
- Scritto da: Damani Johnson e Ildy Modrovich

### Trama
Dani continua a frequentare J.D. di nascosto, ma i ragazzi lo incontrano per caso e Lindsay capisce che non è solo un amico della madre.
Gli Hawks vogliono che T.K. riprenda la terapia con Dani, ma lei non vuole forzarlo. Nel frattempo Lazarus prova a convincerlo a trasferirsi a Miami. Matt riceve un'allettante offerta di lavoro a San Francisco.
Tallis Lang combatte nei pesi leggeri e si rivolge a Dani perché durante gli incontri ha dei vuoti di memoria.

## La mascotte degli Hawks
- Titolo originale: A Wing and a Player
- Diretto da: Tim Hunter
- Scritto da: Steve Kriozere e Mark A. Altman

### Trama
Dani passa una notte fuori con J.D. e lascia i ragazzi a casa da soli.
T.K. rimane affascinato da Vivica Stevens, giornalista di Sports Illustrated, ma lei non sembra colpita.
Phil Kirkman, ex mascotte degli Hawks, si ripresenta dopo sei anni scatenando il panico nello spogliatoio, tifosi e squadra sono convinti che porti sfortuna perché ha inciampato in un giocatore l'ultima volta che New York ha perso ai playoff. Il Coach incarica Dani di incontrare Phil e chiedergli di scomparire ora che, per la prima volta da allora, sono di nuovo in corsa per la qualificazione per i Play Off.
- Guest star: Jaime Lee Kirchner (Vivica Stevens)

## Ritiro bagagli
- Titolo originale: Baggage Claim
- Diretto da: John Kretchmer
- Scritto da: Liz Kruger e Craig Shapiro

### Trama
Con il mercatino dell'usato Dani coglie l'occasione per liberarsi delle cose di Ray. Matt si offre di aiutarla con gli oggetti pesanti.
T.K. continua a frequentare Vivica Stevens, ma il suo comportamento frusta Terrence perché diversamente dalle altre non si è arresa al suo fascino sin dal primo appuntamento.  Per risolvere la situazione Dani lo spinge ad impegnarsi a non arrivare alla colazione al loro prossimo appuntamento.
La signora Pittman avverte Nico che il marito ha intenzione di vendere i New York Hawks.
Anne Marie, presentatrice televisiva, è costretta dal consiglio della sua società a seguire con Dani dieci sedute di consulenza per la gestione della rabbia dopo uno sfogo violento durante uno show televisivo.
- Guest star: Gail O'Grady (Anne Marie,) Jaime Lee Kirchner (Vivica Stevens), Liz Vassey (Gabrielle Pittman)

## Linea di meta
- Titolo originale: Goal Line
- Diretto da: Kevin Dowling
- Scritto da: Jeffrey Lieber e Scott D. Shapiro

### Trama
Danielle è legalmente divorziata e accetta di uscire con Matt.
Maurice “The Minefield” Manningfield, il cornerback di Chicago, provoca T.K. in vista della sfida di Play Off e questo gli causa degli attacchi di panico.
Gabrielle Pittman ha chiesto il divorzio e Nico viene incaricato da Marshall Pittman di reperire informazioni compromettenti su di lei. Non sapendo da che parte schierarsi Nico si rivolge a Dani per un consiglio perché in passato ha avuto una relazione con Gabrielle.
- Guest star: Jaime Lee Kirchner (Vivica Stevens), Liz Vassey (Gabrielle Pittman)